# Блинов, Валентин Тихонович
Валентин Тихонович Блинов (3 октября 1928, Смоленская губерния — 14 февраля 2005, Рига) — советский, латвийский артист балета, хореограф и педагог, заслуженный артист Латвийской ССР (1963), воспитатель плеяды звёзд латвийского и советского балета, среди которых Марис Лиепа, Михаил Барышников, Александр Годунов.

## Биография
Валентин Блинов родился на Смоленщине в крестьянской семье. В 1930 году вместе с матерью Натальей Андреевной переехал в Москву, где мать нашла работу. Там у мальчика проявились способности к танцам. В 1938 году он поступил в Московское хореографическое училище (1947), учился у Б. Борисова, Н. Тарасова, Е. Сергиевской.
По распределению приехал в Ригу, в 1947—1966 годах выступал на сцене Театра оперы и балета Латвийской ССР, солист балета. Создал яркие характерные образы, исполняя партии Тибальда, Санчо Пансы и др.
Одновременно в 1948—1966 годах он стал педагогом-репетитором балетной труппы Театра оперы и балета Латвийской ССР и начал преподавать в только что созданном Рижском хореографическом училище. Среди его учеников были Улдис Жагата, Альфред Спура, Артур Экис, Марис Лиепа, Михаил Барышников, Александр Годунов, Владимир Гельван, Геннадий Горбанев, Айварс Лейманис. В училище Блинов отработал до 2002 года.
В 1955 году Блинова пригласили в качестве репетитора для созданного Ансамбля песни и пляски Государственной филармонии Латвийской ССР, чтобы подготовить программу для Декады литературы и искусства Латвийской ССР в Москве. Тогда он поставил несколько танцев, которые затем исполняли различные другие коллективы республики.
Начав с постановки балетных номеров для учеников Рижского хореографического училища, Блинов подключился к работе со многими профессиональными и любительскими коллективами. Его можно было встретить на занятиях танцевального коллектива ЛГУ, и в Доме народного творчества, где он являлся консультантом, и в Театре оперетты, где он поставил множество интересных танцев. Особенно хорошо он знал латиноамериканские танцы и свои первые хореографические миниатюры поставил именно в этом жанре.
Первой самостоятельной крупной работой Блинова стал балет «Мелодии Кубы» на музыку молодого композитора Раймонда Паулса, в котором Блинов также был автором либретто. Балет был поставлен в 1963 году и получил восторженные отзывы зрителей.
В 1965-1966 годах Блинов был главным балетмейстером Государственной филармонии Латвийской ССР.
В 1967 году в сотрудничестве с композитором Адольфом Скулте Блинов поставил трехактный балет «Весенняя гроза» («Negaiss pavasarī»), в котором впервые в латвийском балете были представлены современные образы на фоне бытового и жанрового танца. Эта постановка получила признание как самая удачная трактовка современного сюжета в латвийском балете, а хореография В. Блинова проявилась широким полётом фантазии и безупречной выдумкой.
В. Блинов выступил главным руководителем Вселатвийского праздника песни и танца с собственной постановкой «Танцевальной сюиты трудовой молодёжи» (музыка Элги Игенберги, 1970) в честь выпускников профессионально-технических училищ.

## Балетные партии
«Искренность, естественность, осознание себя характеризовали такие разные, полярные образы, созданные Валентином Блиновым в балете, как Ванечка в „Докторе Айболите“, Меценат в „Симфонических танцах“, испанец в „Лебедином озере“, кубинец в „Мелодиях Кубы“, Санчо Панса в „Дон Кихоте“. Все эти образы созданы с большим темпераментом», — отмечал театральный критик Э. Тивум.
- фея Карабос, Кот в сапогах (П. Чайковский, «Спящая красавица», 1948, 1962)
- Ванечка (А.Морозов, «Доктор Айболит», 1948)
- Русский матрос (Р. Глиэр, «Красный мак», 1949)
- Петя (М.Чулаки, «Юность», 1950)
- Спиридон, Анафон (К. Корчмарёв, «Аленький цветочек», 1951)
- Санчо Панса («Дон Кихот», 1960)

## Педагогическая деятельность
Сразу по приезде в Ригу 20-летнего Валентина Блинова привлекли к преподаванию характерного танца в Рижском хореографическом училище. Среди его учеников были Улдис Жагата, Альфред Спура, Артур Экис, Марис Лиепа, Михаил Барышников, Александр Годунов, Владимир Гельван, Геннадий Горбанёв. В училище Блинов отработал с 1948 по 2002 год.
Марис Лиепа вспоминал, что Блинов, еще будучи совсем молодым, умел научить большему, чем просто движениям, па, их последовательности, осанке, манере. Он умел воспитать в учениках определенное отношение к искусству танца, вводил в танец как в составную часть Искусства, зажигал интерес к театру и музыкальной жизни, к истории танца, к танцу как профессии.

## Хореограф
Валентин Блинов ставил танцевальные номера для артистов Латвийской филармонии, профессиональных и народных танцевальных коллективов (среди них ансамбли «Лиесма», «Гатве», «Ритенитис», «Данцис», детский танцевальный коллектив «Хорошки»).
Он был балетмейстером Ансамбля песни и пляски при Латвийской госфилармонии (1954—1956), главным хореографом Филармонии (1965-66).
Руководитель и хореограф танцевального ансамбля Прибалтийского военного округа (1966—1968).
В Латвийском государственном театре оперы и балета поставил одноактный балет «Мелодии Кубы» (музыка Р. Паулса и Э. Шварца, 1963) и трехактный балет «Весенняя гроза» (музыка А.Скулте, 1967).
В. Блинов также был постановщиком танцев для оперных спектаклей «Царская невеста» (Н. А. Римский-Корсаков, режиссёр Карлис Лиепа, 1950), «Майская ночь» (Н. А. Римский-Корсаков, режиссёр Вилхелмине Волкова, 1952), «Обручение в монастыре» (С.Прокофьев, режиссёр Николай Иванович Васильев, 1960), «Опера нищих» («Nabagu opera», Маргерс Зариньш, Режиссёр Янис Зариньш,1965), «Огонь и ночь» («Uguns un nakts», Янис Мединьш, режиссёр Карлис Лиепа, 1966), «Сорочинская ярмарка» (М. П. Мусоргский, режиссёр Карлис Лиепа, 1976).

## Награды и звания
- Орден «Знак Почёта» (03.01.1956);
- Медаль и Почетная грамота Министерства культуры Латвийской ССР(1958);
- Медаль Министерства культуры СССР (1960);
- Заслуженный артист Латвийской ССР (1963). Этого звания В. Блинов был удостоен одновременно со своими талантливыми учениками Айей Баумане и Улдисом Жагатой[2];
- Пожизненная стипендия Латвийского фонда культурного капитала за вклад в культуру Латвии (1999).